# Calatola
Calatola es un género de plantas  perteneciente a la familia  Metteniusaceae. Es originario de México a Ecuador. Comprende 8 especies descritas y de estas, solo 5 aceptadas.

## Descripción
Son árboles que alcanza un tamaño de  6–15 m de alto; ramas menudamente pubescentes o glabrescentes. Hojas oblongas a elíptico-oblongas, de 10–15 cm de largo y 4.5–10.5 cm de ancho, cortamente acuminadas a obtusas en el ápice, agudas en la base, membranáceas, negras al secarse, glabrescentes excepto por fascículos de tricomas presentes en las axilas de los nervios principales; pecíolos 2–5 cm de largo. Espigas estaminadas hasta 13 cm de largo, laxas, flores 4-partidas; inflorescencia pistilada desconocida. Fruto una drupa elipsoide a subglobosa, 4–7 cm de largo y 3.5–4 cm de diámetro, redondeada a obtusa en ambos extremos, bicrestada con varias crestas longitudinales agudas y con crestas prominentes transversales y reticuladas visibles en los frutos maduros o sin pulpa.

## Taxonomía
El género fue descrito por Paul Carpenter Standley y publicado en Contributions from the United States National Herbarium 23(3): 688–689. 1923. La especie tipo es Calatola mollis. Calatola columbiana, Sleumer es endémica de Colombia.

## Especies aceptadas
A continuación se brinda un listado de las especies del género Calatola aceptadas hasta septiembre de 2014, ordenadas alfabéticamente. Para cada una se indica el nombre binomial seguido del autor. abreviado según las convenciones y usos.	
- Calatola costaricensis Standl.
- Calatola laevigata Standl.
- Calatola mollis Standl.
- Calatola sanquininensis
- Calatola uxpanapensis P.Vera-Caletti & T.Wendt